# Malaifilix
Malaifilix, monotipski biljni rod paprati (Pteridophyta) iz porodice Pteridryaceae. Jedina vrsta je M. grandidentata, raširena po zapadnoj Maleziji
Kew navodi ovu vrstu kao sinonim za Draconopteris grandidentata (Ces.) Christenh.,

## Sinonimi
- Dictyopteris carinata Alderw.; Bull. Jard. Bot. Buitenzorg, sér. 2, 28: 18 (1918)
- Draconopteris grandidentata (Ces) Christenh.; Global Fl. 1(4): 40 (2018)
- Pleopeltis grandidentata (Ces.) Alderw.; Bull. Dép. Agric. Indes Néerl. 27: 9 (1909)
- Polypodium dilatatum var. grandidentatum Ces.; Atti Reale Accad. Sci. Napoli 7(8): 27 (1876)
- Polypodium grandidentatum (Ces.) Baker; Ann. Bot. (Oxford) 5: 479 (1891)
- Tectaria carinata (Alderw.) C.Chr.; Index Filic., Suppl. Tert.: 178 (1934)
- Tectaria grandidentata (Ces.) Holttum; Rev. Fl. Mal. 2: 514 (1955)